# Frédéric Nsabiyumva
Frédéric Nsabiyumva (Bujumbura, 26 aprile 1995) è un calciatore burundese, difensore del Västerås SK e della nazionale burundese.

## Carriera
Nato a Bujumbura, in Burundi, Nsabiyumva forma calcisticamente nell'Atlético Olympic Bujumbura. Successivamente, dopo un passaggio al Vital'O, nel 2013-2014 si trasferisce in Sudafrica per unirsi allo Jomo Cosmos, club con cui inizia la propria carriera professionale e di cui in seguito diventa anche capitano.
Nel 2018 si unisce a un'altra squadra sudafricana, il Chippa United. Gioca la sua prima partita ufficiale per il nuovo club il 10 febbraio 2018, in un incontro di Coppa del Sudafrica contro il Phiva Young Stars FC. Viene schierato come titolare e la sua squadra si impone per due a zero. Rimane per tre stagioni e mezzo, fino al termine dell'annata 2020-2021.
Nell'ultima parte della stagione 2021-2022 è tornato a far parte dello Jomo Cosmos. Questa parentesi si rivela piuttosto breve, visto anche l'epilogo del campionato che vede la società retrocedere dalla seconda alla terza serie sudafricana.
Il 12 agosto 2022 Frédéric Nsabiyumva si trasferisce nella seconda serie svedese per unirsi al Västerås SK, con cui firma un accordo valido fino al dicembre 2023.
Per questioni burocratiche può debuttare con la nuova squadra solo quasi due mesi dopo, il successivo 2 ottobre, in occasione della trasferta di campionato contro l'Utsiktens BK. L'anno seguente Nsabiyumva gioca titolare in tutte e trenta le giornate della Superettan 2023, contribuendo alla cavalcata che riporta i biancoverdi nella massima serie da cui mancavano dal 1997. Al termine di quel torneo, il difensore burundese prolunga il proprio contratto fino al dicembre 2026.